# Francis Scott Key
Francis Scott Key (Contea di Carroll (Maryland), 2 agosto 1779 – Baltimora, 11 gennaio 1843) è stato un giurista, scrittore e poeta statunitense, celebre per aver scritto la poesia The Star-Spangled Banner, divenuta poi testo dell'inno nazionale degli Stati Uniti.

## Biografia
Figlio del capitano John Ross Key e di Ann Louis Penn Dagworthy, crebbe nella piantagione di famiglia chiamata Terra Rubra, che si trovava nell'odierna contea di Carroll, nel Maryland. frequentò quindi il St. John's College di Annapolis.
Durante la guerra del 1812 Key, accompagnato dall'ufficiale americano addetto allo scambio di prigionieri colonnello John Stuart Skinner, partecipò a un pranzo a bordo della nave britannica HMS Tonnant, ospite del viceammiraglio Alexander Cochrane, del contrammiraglio Sir George Cockburn e del generale di divisione Robert Ross. La ragione dell'incontro era trattare la liberazione di un prigioniero, il dottor William Beanes. Beanes, che viveva a Upper Marlboro nel Maryland, era stato catturato dai britannici dopo che insieme ad altri uomini aveva arrestato da civile alcuni sbandati violenti.
A Skinner, Key e Beanes fu concesso di tornare sulla loro imbarcazione e allontanarsi, ma non fu loro permesso di tornare a Baltimora, perché ormai conoscevano la forza e la posizione dell'esercito britannico, nonché la sua intenzione di attaccare la città. Pertanto Key, durante la battaglia di Baltimora, non poté fare altro che stare a guardare il bombardamento di Fort McHenry, e questo fatto gli fornì l'ispirazione per comporre una poesia in cui descriveva l'esperienza vissuta. Intitolata originariamente "The Defence of Fort McHenry" (it. La difesa di Fort McHenry), la poesia, scritta per essere affiancata al brano "To Anacreon in Heaven" del compositore John Stafford Smith, è diventata famosa con il titolo di "The Star Spangled Banner".
Con questo nome la canzone fu scelta come inno nazionale degli Stati Uniti, dapprima con un ordine esecutivo del Presidente Woodrow Wilson del 1916 (che però ebbe pochi effetti pratici, eccetto imporre alle bande militari di suonarla), poi con una risoluzione del Congresso del 1931 controfirmato dal presidente Herbert Hoover. Nel 1832 Key assunse la difesa legale di Sam Houston nel processo presso la Camera dei Rappresentanti che lo vedeva accusato di aver aggredito un altro deputato. Nel 1835 sostenne l'accusa contro Richard Lawrence per il suo tentativo di assassinare il presidente Andrew Jackson.
Key fu un lontano cugino del suo omonimo Francis Scott Fitzgerald, il cui nome completo era in realtà Francis Scott Key Fitzgerald. Tra i suoi discendenti vi sono il genetista Thomas Hunt Morgan, il chitarrista Dana Key e la stilista e creatrice di mode Pauline de Rothschild. È sepolto al Mount Olivet Cemetery di Frederick (Maryland), vicino a Thomas Johnson, il primo governatore del Maryland, e a Barbara Fritchie, che si dice abbia sventolato la bandiera americana fuori dalla sua casa in segno di sfida verso la marcia delle truppe di Stonewall Jackson attraverso la città durante la guerra civile americana. Nel 1970 Francis Scott Key fu introdotto nella Songwriters Hall of Fame.

## File multimediali
- Fred Waring e i suoi Pennsylvanians cantano The Star-Spangled Banner nel 1942ⓘ
- Una registrazione del 1915 in cui The Star-Spangled Banner viene cantata da Margaret Woodrow "Woody" Wilsonⓘ